# Савицкий, Алексей (футболист)
Алексей Савицкий (эст. Aleksei Savitski; 3 октября 1985, Таллин) — эстонский футболист, защитник.

## Биография
В начале взрослой карьеры выступал в низших лигах Эстонии за «Реал» (Таллин), «Юниор» (Маарду), «Тервис» (Пярну), «ХЮЙК» (Эммасте). В составе «Юниора» (2002) и «Тервиса» (2003) играл в первой лиге.
В 2004 году перешёл в «Тулевик» (Вильянди). Дебютный матч в высшей лиге сыграл 10 апреля 2004 года против «Транса», заменив в перерыве Яануса Сиреля. Первый гол в высшей лиге забил 12 сентября 2004 года в ворота «Лоотуса». Всего за пять сезонов в составе «Тулевика» сыграл 108 матчей в высшей лиге. Клуб в этот период не показывал высоких результатов, будучи середняком или аутсайдером турнира.
В 2009 году перешёл в таллинский «Калев», где выступал в течение девяти сезонов, сыграв более 200 матчей во всех лигах. В 2009 и 2012—2014 годах со своим клубом играл в высшей лиге, в остальных сезонах — в первой лиге. В 2011 году стал победителем первой лиги, в 2017 году — серебряным призёром турнира. В последнем сезоне потерял место в стартовом составе, лишь выходя на замены на последних минутах в 12 матчах в первой половине чемпионата. Затем на пару сезонов приостановил карьеру, а в 2020—2021 годах играл за клуб «Вольта» в четвёртом дивизионе.
Всего в высшем дивизионе Эстонии сыграл 207 матчей и забил 7 голов.
Провёл один матч за юниорскую сборную Эстонии (до 18 лет) — 18 июня 2002 года против ровесников из Армении.

## Личная жизнь
В 2012—2017 годах был женат на певице Итаке-Марии, от этого брака есть дочь и сын.
Брат Даниил (род. 1989) тоже стал футболистом, играл на позиции вратаря. Отец, Максим Савицкий — предприниматель.